# ΜFluids@Home
μFluids@Homeは微少重力下での二相流のふるまいやマイクロ流体工学に関する問題についてのコンピュータシミュレーションプロジェクトである。 パデュー大学がSurface Evolverというプログラムを用いて行っている。

## 概要
このプロジェクトでは微少重力下での液体燃料ロケット高圧ガスのより効率的な管理方法を開発し、更にはMEMS中の二相流について調べて表面張力といった要素についての説明しようとしている。系には液滴駆動、チャネル形状、疎水性や親水性といったものがスムーズな流体の流れを実現するためにデザインされている。このような系は、コンパクトな医療機器やバイオセンサー、燃料電池などに応用することができる。

## プラットフォーム
μFluids@HomeではBOINCをプラットフォームにした分散コンピューティングを計算に用いている。
主な特徴
- スクリーンセーバーなし
- CPU所要時間は普通は20時間以下
- ワークユニットのサイズは500 kB程度
- SETI@homeやClimateprediction.net（英語版）に比べるとクレジットの付与が少ない